# كلية لاهوت كوفنانت
كلية لاهوت كوفنانت ('كوفنانت' يعني 'عهد'، مشيراً إلى التزامها بلاهوت العهود) مدرسة دينية تابعة للكنيسة المشيخية في أمريكا (پي سي أيه) وواقعة في مدينة سينت لويس، ميزوري. وغايتها تدريب زعماء على العمل في الكنيسة وحول العالم، وخاصة كرعاة ومبشرين ومستشارين نفسانيين. وليس من الضروري أن ينتمي طلابها إلى پي سي أيه، مع أن المدرسة موالية لتعاليمها. ويجب على المعلمين أن يقبلوا شهادة العقيدة المسيحية الموصوفة في وثائق وستمنستر.ز

## تاريخ
تم تأسيس الكلية أصلاً من قبل الكنيسة المشيخية الإنجيلية (والتي انضمت في الكنيسة المشيخية المصلحة في شمال أمريكا فيما بعد لتشكيل الكنيسة المشيخية المصلحة، السينود الإنجيلي)، التي كانت تعتقد أن طائفتها المقاومة لليبرالية بحاجة إلى كلية لاهوت قوية. وفي 1956، ابتدأت كلية لاهوت كوفنانت بأحد عشرة طالباً على قطعة أرض بضعة أميال غرب سينت لويس، ميزوري. وفي السنوات التالية، ظلت الكلية تنمو في حجمها وسمعتها. وفي 1982، وبعد اندماج الكنيسة المشيخية المصلحة مع الكنيسة المشيخية في أمريكا، أصبحت كوفنانت الكلية الرسمية التابعة لپي سي أيه، التي تنتخب وتشرف على عمل مجلس الأمناء. وقبل الاندماج، كان معظم كهنة پي سي أيه يلتحقون بكلية اللاهوت المصلحة في جاكسون، مسيسيبي.

## أكاديمية
كوفنانت معتمدة رسمياً وتوفر شهادات أكاديمية عديدة، بما فيها الماجستير في اللاهوت، والماجستير في الآداب (في الخدمات التعليمية، والدراسات اللاهوتية، والاستشار النفساني، واللاهوت التأويلي)، والدكتوراة في الكهنوت.
الكلية ملتزمة بالإيمان المصلح ولاهوت العهود، وتؤمن بأن الكتاب المقدس كلمة الله المعصومة. كما يوجد في الكلية معهد فرانسيس شيفر، الذي يشجع المسيحيين على الانخراط في الثقافة المعاصرة بشكل شفوق وبحقائق الإنجيل.

## من أساتذة الكلية
| - سي دي "جيمي" ايجان - براين اوكر - جيرام بارس - هانس باير - روبرت برنز - ديفيد كالهون - براين تشابل - ديفيد تشابمان - تاشا تشابمان - سي جون كولينز - مارك دالبي - فيليب دوجلاس | - دونالد جوثري - مايكل هونيكوت - نيلسون جينينجز - دانيل كيم - برادلي ماثيوز - جرجوري بيري - روبرت بيترسن - جي سكلار - مايكل ويليمز - ريتشارد وينتر - روبرت ياربرو - دانيل زينك |

## وصلات خارجية
- Covenant Theological Seminary
- Worldwide Classroom